# Gleirschbach (Zirmbach)
Der Gleirschbach ist ein rechter Zufluss des Zirmbachs in den Stubaier Alpen in Tirol.

## Verlauf

Oberes Gleierschtal (1932)

Der Gleirschbach entspringt dem Gleirscher Ferner in einer Höhe von rund 2680 m ü. A. und fließt anschließend Richtung Norden durch das Gleirschtal. Unterhalb der Pforzheimer Hütte nimmt er als einzigen größeren Zufluss den Walfeskarbach von links auf. Bei St. Sigmund im Sellrain erreicht er das Sellraintal und mündet von rechts in den Zirmbach. Seine Länge beträgt 11,4 km.

## Einzugsgebiet
Das natürliche Einzugsgebiet des Gleirschbachs beträgt 26,9 km², davon sind 1,5 km² (rund 6 %) vergletschert (Stand 1988). Der höchste Punkt im Einzugsgebiet ist der Gleirscher Fernerkogel mit 3189 m ü. A.
Rund 1,6 km unterhalb der Einmündung des Walfeskarbaches, auf einer Höhe von 1942 m, wird der Gleirschbach gefasst und in den Speicher Längental des Kraftwerks Sellrain-Silz abgeleitet. Dadurch wird das wirksame Einzugsgebiet um 17,6 km² verringert.

## Ökologie
Die Ufer des Gleirschbachs sind im Großteil seines Verlaufs in einem natürlichen oder naturnahen Zustand, lediglich die letzten 500 m vor der Mündung in den Zirmbach sind verbaut. Der ökologische Zustand wird oberhalb der Einmündung des Walfeskarbachs als sehr gut, anschließend als gut, und unterhalb der Wasserfassung als mäßig bewertet.

## Name
Der Namensteil „Gleirsch“ wird auf romanisch glires zurückgeführt, was so viel wie  „Geröllhalden“ bedeutet.